# Culicoides oculatus
Culicoides oculatus är en tvåvingeart som först beskrevs av Gabriel Strobl 1910.  Culicoides oculatus ingår i släktet Culicoides och familjen svidknott.
Artens utbredningsområde är Österrike. Inga underarter finns listade i Catalogue of Life.